# Lee Goren
Lee Goren, född 26 december 1977 i Winnipeg, Manitoba, är en kanadensisk före detta professionell ishockeyspelare som senast spelade för Linköpings HC i Elitserien. Han har även spelat i Färjestads BK och Skellefteå AIK.

## Karriär
Lee Goren är en storväxt högerskjutande powerforward som är stark i sargspelet och en utmärkt tacklare. Goren har även gjort sig känd som buse och tvekar inte att skydda sina lagkamrater. Säsongen 2007–08 skrev Lee Goren på ett kontrakt med Skellefteå AIK  i Elitserien. I Skellefteå gjorde sig Goren snabbt känd och blev en publikfavorit. Han gjorde totalt 36 poäng på de 47 matcher han spelade för klubben. 
Inför säsongen 2008–09 valde Goren att följa med Skellefteå AIK:s dåvarande tränare Per-Erik Johnsson till Färjestads BK. Goren imponerade snabbt på ledningen och fansen som tog honom till sina hjärtan. Goren visade sig vara en viktig kugge i Färjestads trupp när det närmade sig slutspel, och säsongen 2008–09 vann han sitt första SM-guld med FBK. I januari 2010 tvingades Lee Goren lämna Färjestads BK efter att ha hamnat i bråk med en supporter på Facebook. Efter en säsong i tyska Straubing Tigers återvände Goren till Skellefteå AIK inför säsongen 2011–12. Han var med och förde laget till SM-silver, men lämnade därefter SAIK för finska Pelicans.

## Statistik
| 2000–01           | Providence Bruins   | AHL               | 54  | 15  | 18  | 33  | 72  | 17 | 5  | 2  | 7  | 11 |
| 2000–01           | Boston Bruins       | NHL               | 21  | 2   | 0   | 2   | 7   | —  | —  | —  | —  | —  |
| 2001–02           | Providence Bruins   | AHL               | 71  | 11  | 26  | 37  | 121 | 2  | 0  | 0  | 0  | 0  |
| 2002–03           | Providence Bruins   | AHL               | 65  | 32  | 37  | 69  | 106 | 3  | 0  | 1  | 1  | 0  |
| 2002–03           | Boston Bruins       | NHL               | 14  | 2   | 1   | 3   | 7   | 5  | 0  | 0  | 0  | 5  |
| 2003–04           | San Antonio Rampage | AHL               | 65  | 27  | 22  | 49  | 72  | —  | —  | —  | —  | —  |
| 2003–04           | Florida Panthers    | NHL               | 2   | 0   | 1   | 1   | 0   | —  | —  | —  | —  | —  |
| 2004–05           | Manitoba Moose      | AHL               | 79  | 32  | 30  | 62  | 117 | 14 | 10 | 3  | 13 | 13 |
| 2005–06           | Manitoba Moose      | AHL               | 42  | 22  | 19  | 41  | 84  | 13 | 3  | 7  | 10 | 27 |
| 2005–06           | Vancouver Canucks   | NHL               | 28  | 1   | 2   | 3   | 30  | —  | —  | —  | —  | —  |
| 2006–07           | Manitoba Moose      | AHL               | 72  | 26  | 42  | 68  | 86  | 13 | 4  | 5  | 9  | 16 |
| 2006–07           | Vancouver Canucks   | NHL               | 2   | 0   | 0   | 0   | 0   | —  | —  | —  | —  | —  |
| 2007–08           | Skellefteå AIK      | Elitserien        | 47  | 16  | 20  | 36  | 73  | 5  | 1  | 0  | 1  | 14 |
| 2008–09           | EV Zug              | NLA               | 9   | 5   | 6   | 11  | 10  | —  | —  | —  | —  | —  |
| 2008–09           | Färjestad BK        | Elitserien        | 37  | 18  | 13  | 31  | 129 | 12 | 4  | 0  | 4  | 6  |
| 2009–10           | Tappara             | Liiga             | 12  | 3   | 8   | 11  | 42  | —  | —  | —  | —  | —  |
| 2009–10           | Färjestad BK        | Elitserien        | 16  | 3   | 2   | 5   | 65  | —  | —  | —  | —  | —  |
| 2009–10           | SC Bern             | NLA               | 9   | 0   | 4   | 4   | 14  | 6  | 4  | 2  | 6  | 8  |
| 2010–11           | Straubing Tigers    | DEL               | 34  | 12  | 26  | 38  | 26  | —  | —  | —  | —  | —  |
| 2010–11           | SC Bern             | NLA               | 1   | 0   | 1   | 1   | 2   | 7  | 1  | 3  | 4  | 27 |
| 2011–12           | Skellefteå AIK      | Elitserien        | 51  | 11  | 28  | 39  | 40  | 14 | 5  | 8  | 13 | 22 |
| 2012–13           | Pelicans            | Liiga             | 13  | 4   | 8   | 12  | 30  | —  | —  | —  | —  | —  |
| 2012–13           | Linköping HC        | Elitserien        | 24  | 2   | 4   | 6   | 48  | 8  | 2  | 2  | 4  | 2  |
| AHL totalt        | AHL totalt          | AHL totalt        | 448 | 165 | 194 | 359 | 658 | 62 | 22 | 18 | 40 | 67 |
| Elitserien totalt | Elitserien totalt   | Elitserien totalt | 175 | 50  | 67  | 117 | 355 | 39 | 12 | 10 | 22 | 44 |
| NHL totalt        | NHL totalt          | NHL totalt        | 67  | 5   | 4   | 9   | 44  | 5  | 0  | 0  | 0  | 5  |